# Hudson County
Hudson County är ett administrativt område i delstaten New Jersey, USA. Hudson är ett av 21 countyn i delstaten och ligger i den nordöstra delen av New Jersey, centralt i New Yorks storstadsregion. År 2010 hade Hudson County 634 266 invånare. Den administrativa huvudorten (county seat) är Jersey City.

## Geografi
Enligt United States Census Bureau har countyt en total area på ca 161 km². Ca 120 km² av den arean är land och ca 42 km² är vatten. 
Enda landgränsen går mot Bergen County, i norr och i väst. Österut ligger Hudsonfloden och Upper New York Bay. I söder ligger sundet Kill Van Kull och i väster Newark Bay och Hackensack River/Passaic River.
Countyts södra del ligger på halvön Bergen Neck, och den norra delen domineras av klippformationen New Jersey Palisades, som reser sig omkring 100 meter över Hudsonflodens yta. I västra delen ligger stora våtmarker. Countyt innehåller några av USA:s mest tätbefolkade städer och är till stora delar bebyggt med tätortsbebyggelse.

## Orter och kommuner

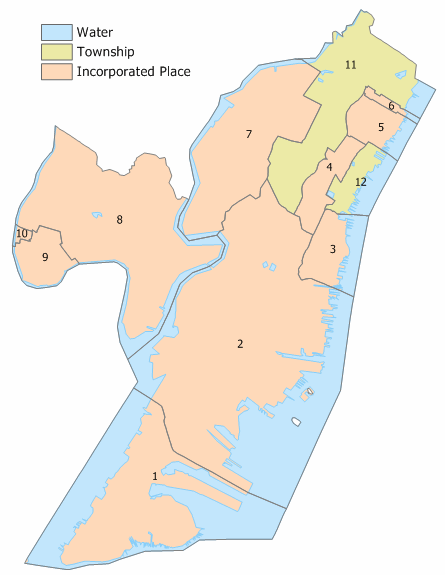
Kommuner i Hudson County

Hudson County har 12 primärkommuner, här listade med befolkningsdata från 2010 års federala folkräkning. Inom countyt finns även två kommunalförbundsenheter som i stor utsträckning tillhandahåller gemensam kommunal service inom respektive område: North Hudson (Weehawken, Union City, West New York, Guttenberg och North Bergen), samt West Hudson (Kearny, Harrison och East Newark).
| Kommun (med kartnummer) | Kommuntyp | Invånare (2010) | Antal hushåll | Total yta | Vatten | Land  | Befolknings- täthet | Hushålls- täthet |
| ----------------------- | --------- | --------------- | ------------- | --------- | ------ | ----- | ------------------- | ---------------- |
| Bayonne (1)             | city      | 63 024          | 27 799        | 11,08     | 5,28   | 5,80  | 10 858,3            | 4 789,4          |
| East Newark (10)        | borough   | 2 406           | 794           | 0,12      | 0,02   | 0,10  | 23 532,1            | 7 765,8          |
| Guttenberg (6)          | town      | 11 176          | 4 839         | 0,24      | 0,05   | 0,20  | 57 116,0            | 24 730,2         |
| Harrison (9)            | town      | 13 620          | 5 228         | 1,32      | 0,12   | 1,20  | 11 319,3            | 4 344,9          |
| Hoboken (3)             | city      | 50 005          | 26 855        | 2,01      | 0,74   | 1,28  | 39 212,0            | 21 058,7         |
| Jersey City (2)         | city      | 247 597         | 108 720       | 21,08     | 6,29   | 14,79 | 16 736,6            | 7 349,1          |
| Kearny (8)              | town      | 40 684          | 14 180        | 10.19     | 1.42   | 8,77  | 4,636.5             | 1 616,0          |
| North Bergen (11)       | township  | 60 773          | 23 912        | 5,57      | 0,44   | 5,13  | 11 838,0            | 4 657,8          |
| Secaucus (7)            | town      | 16 264          | 6 846         | 6,60      | 0,78   | 5,82  | 2 793,7             | 1 175,9          |
| Union City (4)          | city      | 66 455          | 24 931        | 1,28      | 0,00   | 1,28  | 51 810,1            | 19 436,9         |
| Weehawken (12)          | township  | 12 554          | 6 213         | 1,48      | 0,68   | 0,80  | 15 764,6            | 7 801,9          |
| West New York (5)       | town      | 49 708          | 20 018        | 1,33      | 0,32   | 1,01  | 49 341,7            | 19 870,5         |
| Totalt                  |           | 634 266         | 270 335       | 62,31     | 16,12  | 46,19 | 13 731,4            | 5 852,5          |